# Abraham Vidart
Abraham Vidart fue un político y comerciante argentino, que ocupó el cargo de gobernador de San Juan entre el 21 de abril de 1898 y el 12 de mayo de 1899. Asumió tras la renuncia de Carlos Doncel, de quien era vicegobernador, completando el mandato que a este le restaba.
Nació en el seno de una destacada familia sanjuanina. Se casó con Elizanda Correa. Tuvo una intensa actividad pública. Fue gerente del Banco Provincial y fundó la primera casa de feria de ganado en San Juan y también la primera inmobiliaria. Fundó el club social de la ciudad de San Juan.
Fue vicegobernador electo con Doncel en 1898, debiendo asumir la gobernación cuando éste renunció para asumir el cargo de senador nacional. Durante su gestión se dio una de las mayores crecidas del río San Juan, iniciándose obras en Cañada Brava para evitar la inundación de San Juan y Desamparados. Dispuso lo enseñanza obligatoria de agricultura en las escuelas.